# Kaasarip Nasaa
Kaasarip Nasaa (nach alter Rechtschreibung Kaisarip Nasâ „Kaiserhut“; dänisch Storø „Große Insel“) ist eine grönländische Insel im Distrikt Ittoqqortoormiit in der Kommuneqarfik Sermersooq.

## Geografie
Kaasarip Nasaa liegt im Kangertittivaq (Scoresby Sund), dem größten Fjordsystem der Welt, und hat eine Fläche von 193,2 km². Die Insel hat etwa die Form eines gleichschenkligen rechtwinkligen Dreiecks, mit Ecken im Süden, Nordosten und Nordwesten. Im Südosten trennt sie der 4 km breite Snesund von der Insel Milne Land (Ilimananngip Nunaa), südlich liegt in 3 km Entfernung die kleine Insel Sorteø. Im Osten trennt der zwischen 5 und 10 km breite Rødefjord die Insel vom grönländischen Festland. Im Norden geht der Ukattip Kangersiva (Harefjord) durch Zufluss des Aqissip Kangersiva (Rypefjord) in den langen Ikaasagajik (Øfjord) über und trennt die Insel von der 5 km entfernten Halbinsel Tuttup Nunaa (Renland). Kaasarip Nasaa besitzt im nördlichen Teil eine kleine Eiskappe mit Auslassgletschern nach Norden, Westen und Südosten. Sie erreicht eine maximale Höhe von 1765 m, nach anderen Angaben 1798 m.

## Geschichte
Kaasarip Nasaa wurde von Carl Ryder während seiner Ostgrönlandexpedition 1891/92 bereist und benannt. Er nannte die Insel Storø („Große Insel“) angesichts der Tatsache, dass sie nach Milne Land die zweitgrößte Insel des Fjordsystems ist. Der grönländische Name Kaasarip Nasaa bedeutet übersetzt „Kaiserhut“ und bezieht sich vermutlich auf die Form der Insel.
Die Insel ist unbewohnt, allerdings finden sich am Nordostkap archäologische Spuren der Thule-Kultur.